# Испанские Нидерланды
Испа́нские Нидерла́нды (нидерл. Spaanse Nederlanden, фр. Pays-Bas espagnols, исп. Países Bajos Españoles, люкс. Spuenesch Nidderlanden, нем. Spanische Niederlande, лат. Belgium Hispanicum) — название Габсбургских Нидерландов в 1556—1581 годах, а затем Южных Нидерландов до их перехода под власть Австрийской короны в 1714 году. До отделения в 1581 году северных земель к нидерландскому конгломерату также применяли термин Семнадцать провинций.
После гибели в 1482 году Марии Бургундской, дочери последнего герцога Бургундии Карла Смелого, большая часть Бургундских Нидерландов перешла к её сыну Филиппу I Красивому Габсбургу, женатому на Хуане, наследнице испанских монархов Фердинанда Арагонского и Изабеллы Кастильской.
После смерти Филиппа I его сын Карл V не только получил наследственные владения дома Габсбургов в Австрии, но и добился от ко́ртесов Арагона и Кастилии признания себя королём Испании (см. Восстание комунерос). Сознавая затруднительность управления столь обширными владениями, он в 1522 году отписал наследственные (австрийские) земли Габсбургов своему младшему брату Фердинанду I (см Брюссельское соглашение, с чего началась младшая ветвь Габсбургского дома). Остальные владения Карла V вместе с испанской короной наследовал его сын Филипп II. Таким образом Нидерланды стали частью владений старшей — испанской — ветви Габсбургского дома.

## Политическая история

### Образование государства

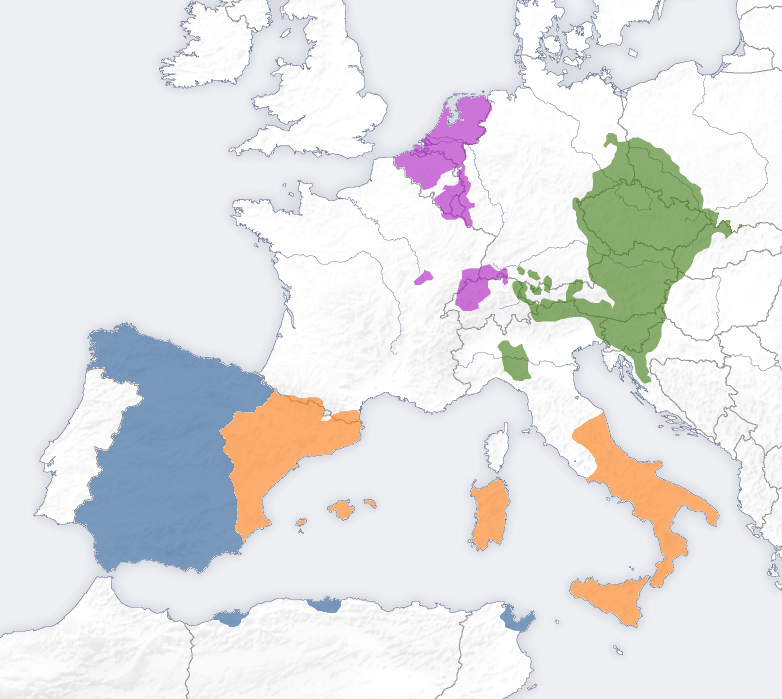
Бургундское герцогство (сиреневый) и другие (цветом) владения Карла V.

Прежде чем оказаться под контролем Испании, Нидерландские провинции были объединены под одной короной герцогов Бургундских, а затем Карла V. Родившийся в Генте в 1500 году, в 1516 он принял испанскую корону как Карл I, а в 1519 году стал императором «Священной Римской империи». В результате под властью Габсбургов оказались огромные территории — Германия, Австрия, Нидерланды, часть Италии, Испания и её колонии в Америке. Правителем Семнадцати провинций Карл V был в период 1515—1555 годов.
В административной структуре округов Священной Римской империи земли Нидерландов входили в состав Бургундского округа. В 1548 году Карл решил изменить статус этой административной единицы с тем, чтобы более тесно объединить различные его земли. На имперском рейхстаге в Аугсбурге Бургундский округ (включая Фрисландию и ряд других земель, присоединённых при Карле V к нидерландским владениям Габсбургов) был объявлен единым нераздельным комплексом земель в составе 17 провинций. Округ получил независимость, в частности, от имперского рейхстага, решения которого перестали быть для него обязательными.
В следующем, 1549 году Карл V издал эдикт «Прагматическая санкция», по которому Нидерланды стали отдельным государством, независимым от Священной Римской империи и Королевства Франции. Высший суверенитет над Нидерландами был передан государям из Габсбургского дома. Управление Нидерландами было передано наместнику (генеральный штатгальтер, статхаудер), при котором имелся Государственный совет. Большинство в этом совете принадлежало местной, нидерландской аристократии. Высшим сословно-представительным органом стали Генеральные штаты. Большая часть центральных органов управления Нидерландов была сосредоточена в Брюсселе. Позже, в 1581 году он стал фактической столицей государства.
«С точки зрения международного права Нидерланды стали независимым государством, оставаясь связанными с другими государствами во владениях дома Габсбургов только в сфере внешней политики.»
Для Карла V это не было самоцелью. Утверждая Прагматическую санкцию на Генеральных штатах, император был уверен, что контроль над Семнадцатью провинциями останется в руках дома Габсбургов. По сравнению с испанской короной они представляли гораздо большую ценность. В правление Карла из 5 миллионов золотых годового дохода всего королевства 2 миллиона поступали из нидерландских провинций, в то время как Америка и Испания по отдельности обеспечивали только по 1 миллиону, то есть, вчетверо(?) меньше.

### Царствование Филиппа II

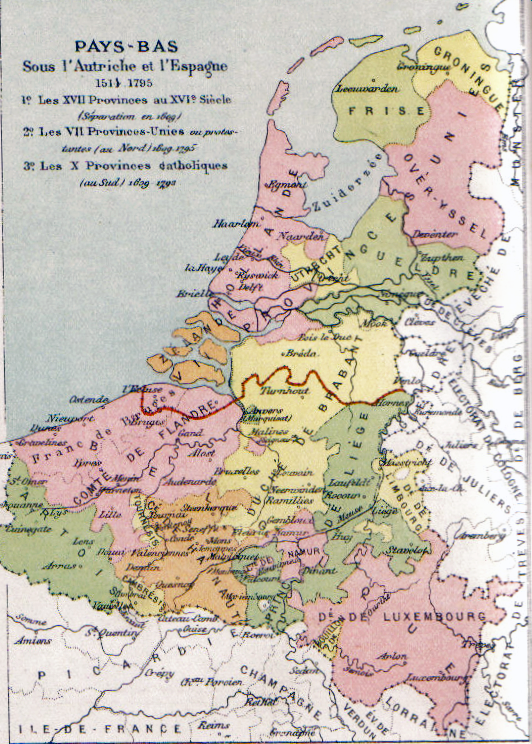
Состав Испанских Нидерландов.

От своего суверенитета над неавстрийскими владениями, включая Нидерланды, Карл V отрёкся 25 октября 1555 года в пользу своего сына Филиппа. 16 января 1556 он аналогично передал ему и испанскую корону. В итоге раздела империи Филипп II получил Испанию, Королевство обеих Сицилий, Нидерланды, Франш-Конте, Милан, владения в Америке и Африке. Укрепляя вертикаль власти (абсолютизм), Филипп лишил Арагон и Кастилию, а также Каталонию — экономически наиболее важные для империи регионы — значительной части средневековых вольностей.
В то время, как Карл V был уроженцем Нидерландов, Филипп II был для этой страны иностранцем, воспитанным в Испании. К этому добавился конфликт с централизованным правительством и религиозный раскол, в котором король как католик начал решительную борьбу с «протестантской ересью». Эта политика Филиппа II вызвала недовольство, а затем и выступление оппозиционно настроенных слоёв нидерландского дворянства и аристократии. В оппозицию королю стали принц Вильгельм Оранский, граф Эгмонт, граф Горн и др.
Оппозиция организовались в Союз соглашения («Компромисс»), от имени которого 5 апреля 1566 в Брюсселе испанской наместнице Маргарите Пармской была вручена петиция с требованиями прекратить религиозные гонения, отбирать исторические «вольности» и созвать для решения возникших проблем Генеральные штаты. В ответном манифесте 25 августа 1566 года наместница пошла на ряд уступок. Она пообещала амнистию членам союза дворян. Они полностью приняли её условия, распустили свой союз, и вместе с правительственными войсками приступили к вооружённому подавлению восстания, стремясь выслужиться за прежние «грехи». 25 августа принц Оранский докладывал в письме Маргарите Пармской, что по его приказу на рыночной площади были повешены два иконоборца, а ещё двенадцать подверглись различным наказаниям.

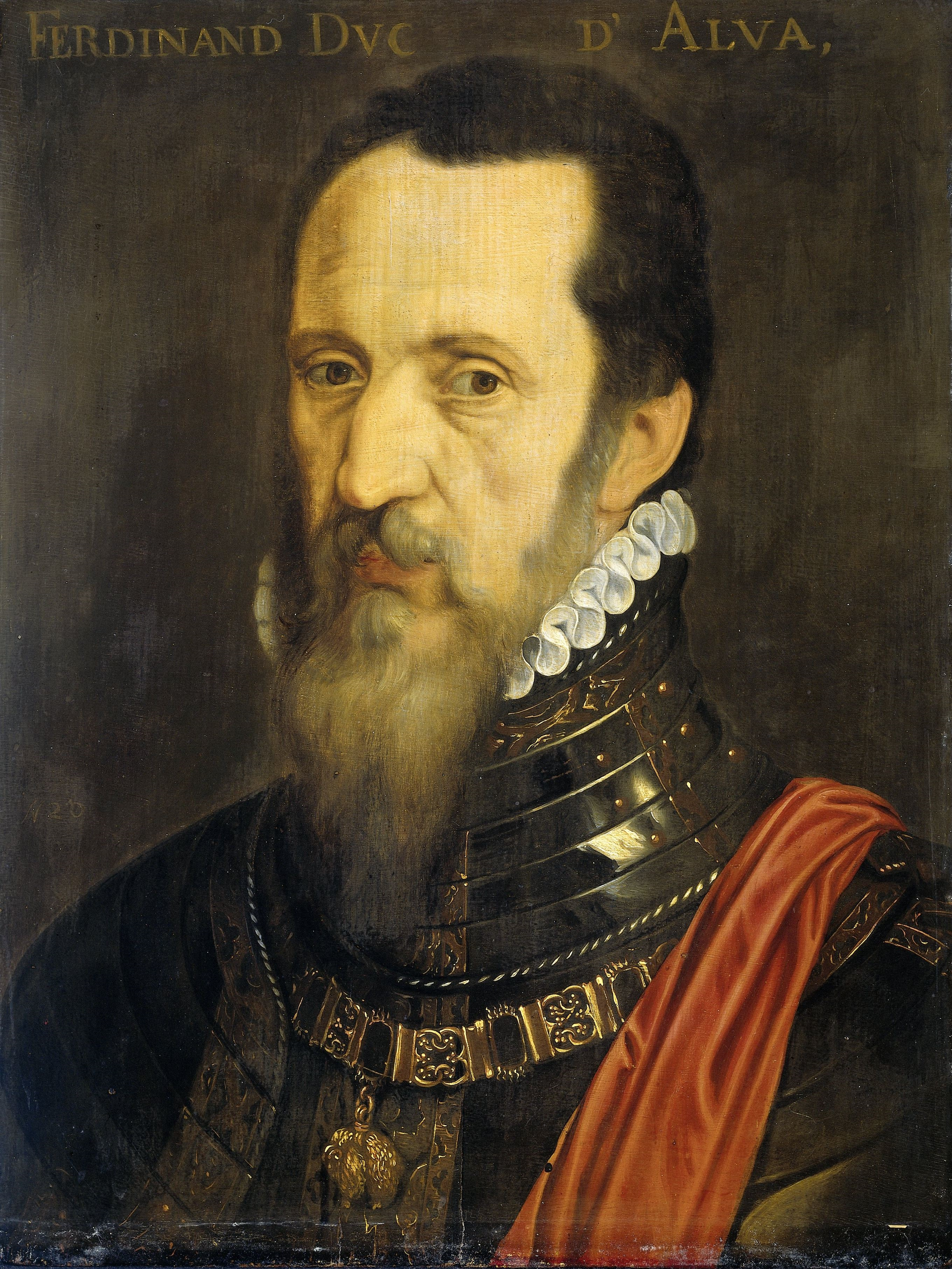
Герцог Альба
(1507—1582)

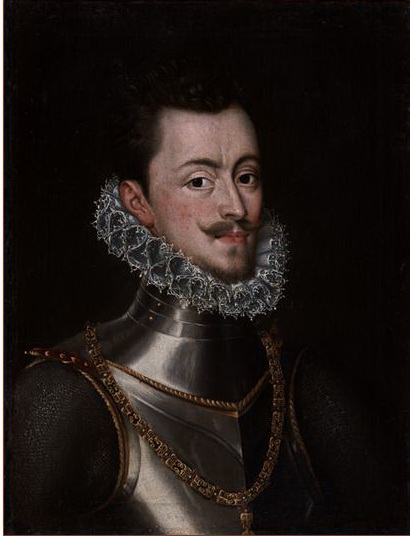
Хуан Австрийский
(1547—1578)

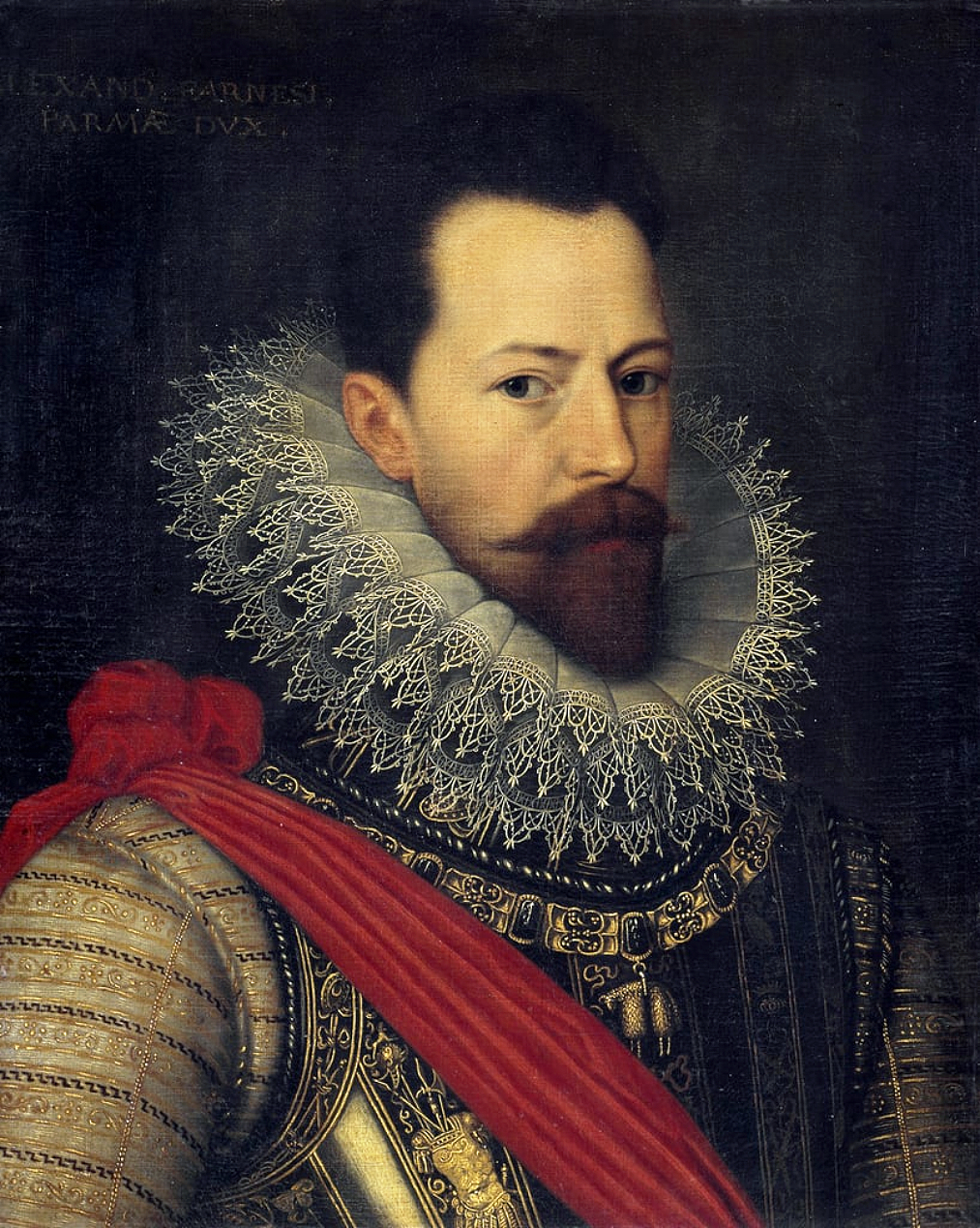
Алессандро Фарнезе
(1545—1592)

Тем не менее, оставшееся царствование Филиппа II было отмечено чередой массовых волнений и беспорядков — началась Нидерландская буржуазная революция (хронология основных событий по БСЭ):
- В августе 1566 года во Фландрии началось Иконоборческое восстание.
- Летом 1567 года в Нидерланды вступили испанские войска под командованием герцога Альбы (Фернандо Альварес де Толедо).
- в 1568 и 1572 годах бежавший в Германию Вильгельм Оранский, опираясь на помощь немецких протестантских князей и французских гугенотов, дважды вторгался в Нидерланды с войсками. В обеих акциях принц потерпел военное поражение.
- 1 апреля 1572 года после взятиями морскими гёзами г. Брилле началось всеобщее восстание в Голландии и Зеландии. Летом того же года, собравшись в Дордрехте, представительные органы (штаты) этих восставших провинций приняли ряд важных решений по организации власти.
- Осенью 1572 года Вильгельму Оранскому была вручена высшая исполнительная власть и верховное военное командование. Оборона Харлема в декабре 1572 — июле 1573 года, Алкмара в 1573 году и Лейдена в октябре 1573 — октябре 1574 года закончились поражениями от испанской армии. Однако в 1573 году испанское правительство было вынуждено отозвать Альбу из Нидерландов.
- В 1574 году в Дордрехте прошло заседание синода, который заложил прочные организационные основы кальвинистской церкви на севере страны. Кальвинизм стал духовным знаменем, под которым развернулась борьба за ликвидацию испанского господства и феодального произвола.
- После победоносного антииспанского восстания 4 сентября 1576 года в Брюсселе центр антииспанского движения переместился на южные провинции.
- Осенью 1576 года были собраны Генеральные штаты всех нидерландских провинций, и 8 ноября 1576 года было обнародовано Гентское умиротворение (фр. la Pacification de Gand, см. Нидерландская революция) — соглашение между северной (кальвинистскими) и южной (католическими) провинциями.
- 12 февраля 1577 года Генеральные штаты заключили с новым испанским наместником доном Хуаном Австрийским Вечный эдикт — соглашение о примирении с испанским королём на условиях признания им Гентского умиротворения.
- Однако уже 24 июня 1577 года дон Хуан захватил крепость Намюр и стал собирать силы для подавления нидерландской революции.
- В сентябре 1577 года в Брюссель из Голландии прибыл Вильгельм Оранский, которого избрали рувардом (правителем) Брабанта. Руководство политической жизнью страны перешло в его руки.
- В октябре 1578 года умер испанский наместник дон Хуан, которого сменил искусный политик и полководец Александр Фарнезе.
- Осенью 1578 года  восстание провинции Геннегау, которое возглавили католические дворяне. К ним присоединились дворяне Артуа, Дуэ и Орши. 6 января 1579 они заключили между собой Аррасскую унию и фактически отложились от революционных протестантских провинций.
- В ответ на это провинции Севера подписали 23 января 1579 года Утрехтскую унию, к которой позже присоединились протестантские города Фландрии и Брабанта.
- 17 мая 1579 года аррассцы заключили сепаратный договор с Филиппом II.
- 15 июня 1580 Филипп II издал указ, объявлявший принца Оранского вне закона.
- 26 июля 1581 года Генеральные штаты северных провинций ответили на это встречным актом о низложении Филиппа II и объявили своим герцогом Франсуа Алансонского, брата короля Франции.

### Религиозный раскол
О низложении Филиппа II и независимости Нидерландов от Испании в середине 1581 года объявили лишь семь северных провинций Испанских Нидерландов: Голландия, Зеландия, Фрисландия, Гелдерн, Утрехт, Гронинген, Оверэйсел. Десять южных, преимущественно католических, провинций страны остались под властью испанской короны.
В крупных городах Южных Нидерландов некоторое время существовало три протестантских государственных образования: Гентская республика nl:Gentse Republiek (1577—1584), Брюссельская республика (1576—1585) nl:Brusselse republiek и Антверпенская республика (1577—1585) nl:Antwerpse Republiek. Однако просчеты кальвинистского руководства и военные успехи Алессандро Фарнезе, герцога Пармского не позволили протестантам закрепиться здесь. В 1585 году пал Антверпен, в то время крупнейший город в Нидерландах, в результате чего более половины его населения бежало на север. Алессандро Фарнезе завоевал основную часть Фландрии и Брабант, а также значительную часть северо-восточных провинций, повсюду восстанавливая католичество и подвергая протестантов казням и пыткам. Протестанты бежали в северные провинции, создавая предпосылки для экономического и военного роста Республики Соединённых провинций. Только за два года с 1585 по 1587 страну покинуло около 200 тысяч человек. Оставшееся население Южных провинций становилось более однородным в религиозном плане.

### Штатгальтеры Альбрехт VII и Изабелла Клара Евгения

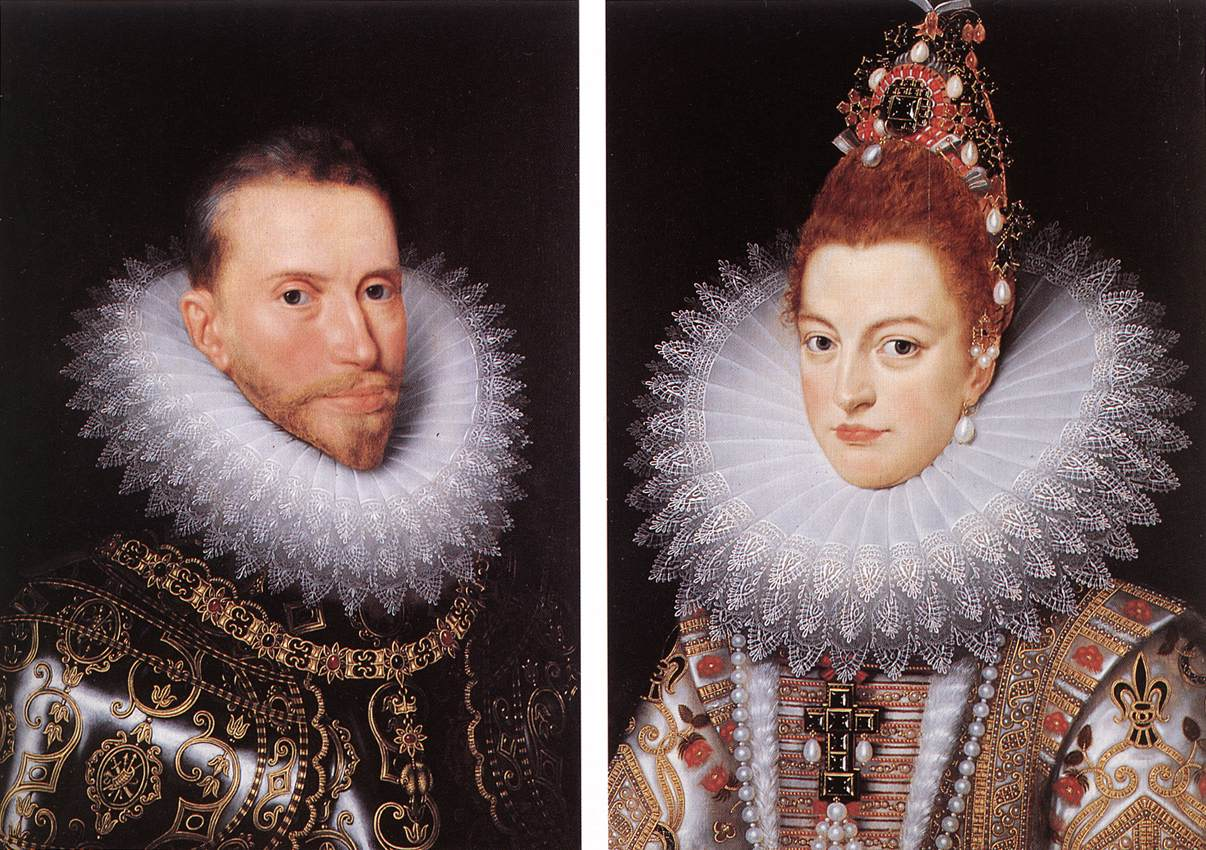
Изабелла Клара Евгения и её супруг Альбрехт. Франс Поурбус Младший, Музей Грунинге, Брюгге

В 1598 году шттатгальтером Испанских Нидерландов становится дочь Филиппа II от третьего брака Изабелла Клара Евгения (1566—1633). Филипп II беспокоясь о будущем своей любимой дочери, помолвил её с эрцгерцогом Альбрехтом VII (назначен штатгальтером в 1595 году), который вырос при испанском дворе. В качестве наследственного владения пара получила нидерландские провинции, с условием что в случае бездетной смерти одного из супругов сюзеренитет над Южными Нидерландами возвращался испанской короне.
Супругам досталась разоренная многолетней войной страна — после падения Антверпена, этот некогда крупнейший порт пришел в упадок, промышленность Брюгге и Гента была уничтожена. Альбрехт и Изабелла многое сделали для восстановления страны и примирения местного населения с Испанией. В 1609 году было заключено двенадцатилетнее перемирие с Республикой Соединенных провинций, которое было одинаково необходимо обеим сторонам.
Эти двенадцать мирных лет ознаменовались экономическим и культурным ростом Южных Нидерландов. Было восстановлено сельское хозяйство, заново осушены затопленные в ходе боевых действий земли, что в свою очередь, привело к увеличению населения после десятилетий демографических потерь. Промышленность и, в частности, торговля предметами роскоши также пережили определенный подъём, что принесло стране значительную экономическую стабильность и процветание. В этот период расцветает фламандская живопись, в Антверпене и Брюсселе работают такие известные художники, как Петер Пауль Рубенс, Антонис ван Дейк, Хендрик ван Бален, Франс Снейдерс, Ян Брейгель, Йоос де Момпер и др. Рубенс в 1609 году становится придворным живописцем Альбрехта и Изабеллы, одновременно выполняя дипломатические поручения супругов.
В 1621 году перемирие заканчивается и в этом же году умирает эрцгерцог Альбрехт VII. Изабелла пыталась продлить перемирие, но правивший в то время в Испании молодой король Филипп IV и его первый министр граф Оливарес стремились возродить испанское господство в Европе и твёрдо верили в победу над северными провинциями. К тому же воинственность испанцев подкреплялась недавним разгромом австрийскими Габсбургами союзных Голландии немецких протестантов при Белой горе. Таким образом начавшиеся мирные переговоры были обречены на провал, следствием которого явилась вторая фаза Восьмидесятилетней войны, ставшая частью общеевропейской Тридцатилетней войны. В 1626 году по распоряжению Изабеллы начинает строиться укрепленный канал между реками Маас и Рейн, цель которого отрезать Северные провинции от торговых путей, однако этот проект так и не был закончен.
С 1629 по 1632 год преемник принца Оранского Фредерик Генрих Оранский одерживает ряд блестящих побед над испанской армией, захватив несколько городов Испанских Нидерландов, в том числе один из ключевых — Маастрихт. Попытки нападения на Антверпен и Брюссель, однако, провалились из-за отсутствия поддержки фламандского населения. Это было связано как с грабежами в ходе военных действий, так и с обращением нового поколения жителей Фландрии и Брабанта в католицизм, что породило недоверие к кальвинистской Голландии даже большее, чем к испанским оккупантам.
Изабелла Клара Евгения умерла 1 декабря 1633 года в Брюсселе. После её смерти Испанские Нидерланды снова отошли к испанской короне.

### Последующие годы
Восемьдесят последующих лет Испанскими Нидерландами управляли разные политики, вельможи и военачальники из Испании, Пармы, Баварии и Австрии. Это было очень сложное для страны время. Расположение между католической Францией на юго-западе и ставшей к тому времени влиятельной и сильной Республикой Соединённых провинций на севере, делало Испанские Нидерланды ареной большинства европейских войн XVII века. Слабеющая Испания уже не могла эффективно защищать свои владения, что вылилось в ряд территориальных уступок более сильным соседям.
В 1635 году началась Франко-испанская война (1635—1659), часть сражений которой проходили на территории Испанских Нидерландов, а по результатам Пиренейского мирного доровора Испания уступала Франции графство Артуа и ряд прилегающих к нему территорий, часть Фландрии с рядом крепостей, города Ландреси и Ле-Кенуа в Геннегау, Тионвиль, Монмеди и другие крепости в герцогстве Люксембург, а также города Мариенбург, Филиппвиль и Авен между реками Самброй и Маасом.
Деволюционная война (1667—1668), Голландская война (1672—1678), Франко-испанская война (1683—1684), Война Аугсбургской лиги (1690—1697) и Война за испанское наследство (1701—1713) — все эти вооруженные конфликты проходили на землях Испанских Нидерландов. Практически после каждой, страна теряла часть своей территории.
В краткие годы мирной жизни продолжался рост экономики страны. Несмотря на блокаду устья Шельды, восстанавливался Антверпен, крупнейший финансовый и торговый центр Испанских Нидерландов. Здесь проводились коммерческие операции между протестантским севером и католическим югом Европы, развивалось книгопечатание, производство мыла, стекла, сахара-рафинада, соли и предметов роскоши. К 1650 году изготовление фламандского полотна достигло уровня 1570 года. В Брюгге процветало производство гобеленов и огранка алмазов.
В 1713 году по результатам Утрехтского мира Испанские Нидерланды переходят под власть Австрийских Габсбургов. См. Австрийские Нидерланды.